# Inna Stiepanowa
Inna Jakowlewna Stepanowa (ros. Инна Яковлевна Степанова, ur. 17 kwietnia 1990) – rosyjska łuczniczka, mistrzyni Europy. Startuje w konkurencji łuków klasycznych.
Największym jej osiągnięciem jest złoty medal mistrzostw Europy drużynowo i srebrny indywidualnie w Rovereto w 2010 roku. 